# Gołostowice
Gołostowice (do 1945 r. niem. Golschau) – wieś w Polsce położona w województwie dolnośląskim, w powiecie strzelińskim, w gminie Kondratowice.
| SIMC    | Nazwa | Rodzaj     |
| ------- | ----- | ---------- |
| 0875744 | Skała | przysiółek |

## Podział administracyjny
W latach 1975–1998 miejscowość administracyjnie należała do województwa wrocławskiego.

## Nazwa
Według niemieckiego językoznawcy Heinricha Adamy’ego nazwa wywodzi się od polskiego określenia "goły". W swoim dziele o nazwach miejscowości na Śląsku wydanym w 1888 roku we Wrocławiu jako najstarszą nazwę wymienia "Goleschow" podając jej znaczenie "Kahlau" czyli w języku polskim "łyse, wyleniałe, gołe". Nazwa pochodzi prawdopodobnie od gołego terenu pozbawionego drzew, na którym przeprowadzono deforestację. Adamy zalicza nazwę wsi do grupy miejscowości, których nazwa wywodzi się od wycinki drzew "von gola = vom Walde freigemachter, kahler ort". Nazwa została później fonetycznie zgermanizowana na Golschau i utraciła swoje pierwotne znaczenie.